# Porto Real do Colégio
Porto Real do Colégio é um município brasileiro do estado de Alagoas, Região Nordeste do país. Sua população estimada em 2022 era de 20 082 habitantes.

## História
A constituição de Porto Real do Colégio a partir de uma perspectiva colonialista remonta a meados do século XVII. Diferentes tribos de índios, entre estas as Tupinambás, Caetés, Carapotas, Acoranes ou Aconãs e Cariris já habitavam a região muito antes da chegada dos colonizadores. Elas viviam da caça, pesca e da lavoura. Os bandeirantes da Bahia que desciam o rio São Francisco em companhia dos padres jesuítas, encarregados da catequese dos “gentios”, foram os primeiros representantes  dos colonizadores a chegar no aldeamento que ficava à margem do grande rio, deixando aí o primeiro marco da sua dominação. Conta-se que esses bandeirantes e jesuítas adquiriram na referida região uma extensa faixa de terra a qual denominaram-se “Urubu-Mirim” para diferenciar de Urubu, hoje Propriá. Os jesuítas conseguiram aos poucos fixar as tribos indígenas nos arredores da sede, apesar das lutas travadas entre os Cariris, os Aconãs e os bandeirantes recém chegados à região.

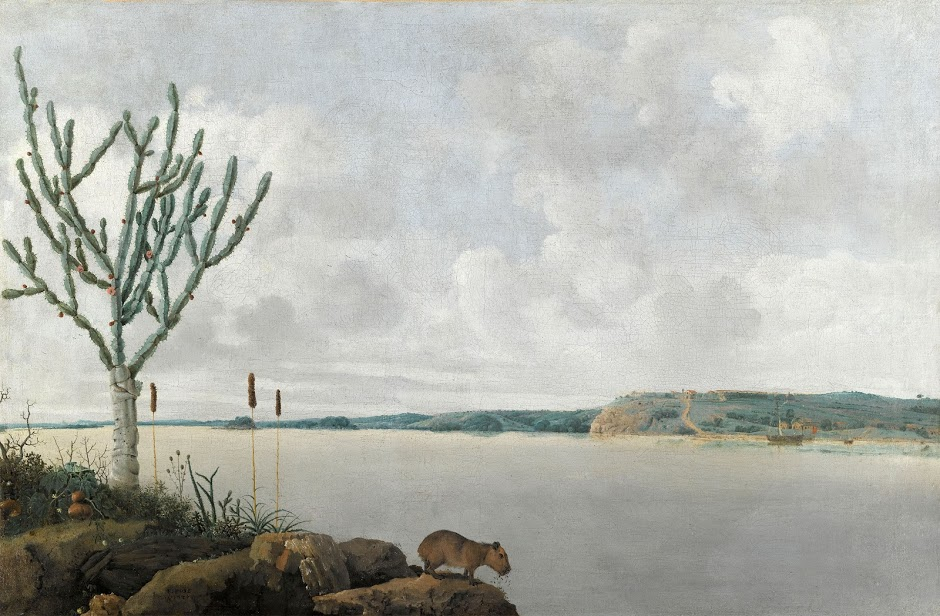
O rio São Francisco por Frans Post, 1635, Museu do Louvre

Os jesuítas eram provenientes dos Colégios da Bahia e de Pernambuco e estabeleceram duas aldeias para fins de catequese, de acordo com a Lei de 4 de junho de 1703. Esta lei se baseava no Alvará Régio de 1700, que determinava que "a cada missão se dê uma légua em quadra para a sustentação dos índios e missionários". A aldeia de Colégio estava a sete léguas a montante de Penedo e a de São Brás, cerca de duas léguas acima de Colégio. A área das duas aldeias seria de "duas léguas de frente por uma de fundo", dimensões que vamos encontrar registradas em toda a documentação oficial. 
Os jesuítas erigiram na povoação, no cimo de uma colina, uma capela rústica sob a invocação de Nossa Senhora da Conceição, em torno da qual começou a florescer o novo núcleo populacional. Nos meados do século XVII fundaram um convento e um colégio em frente a capela, hoje matriz de Nossa Senhora da Conceição, do lado sul da margem esquerda do rio São Francisco. Neste colégio, diz Pedro Paulina da Fonseca, no seu livro “Conventos em Alagoas”, ensinavam-se línguas; entre elas o latim.
Com a expulsão dos jesuítas em 1759, suas fazendas de gado foram arrematadas em hasta pública e as terras destinadas para a catequização e sustentação dos missionários foram tomadas pelo Império, expulsando os índios de seu antigo lar e forçando-os buscarem novas aldeias. 
Na aldeia de Colégio viviam Cropotós, Cariris, Aconans, Ceococes (certamente plural de Ciocó ou Xocó) e Prakiós. A aldeia missionária é, pois, o berço do "caboclo", identificação genérica que, no século XIX adquire um conteúdo racista, através do qual a política do Império irá desqualificar as populações indígenas numa política a que o jurista Dalmo Dallari denomina "anti-aldeia".  Alegando a inexistência de "índios de raça primitiva", as aldeias são extintas em 17 de julho de 1873 pelo Ministério de Agricultura, Comércio e Obras Públicas. 

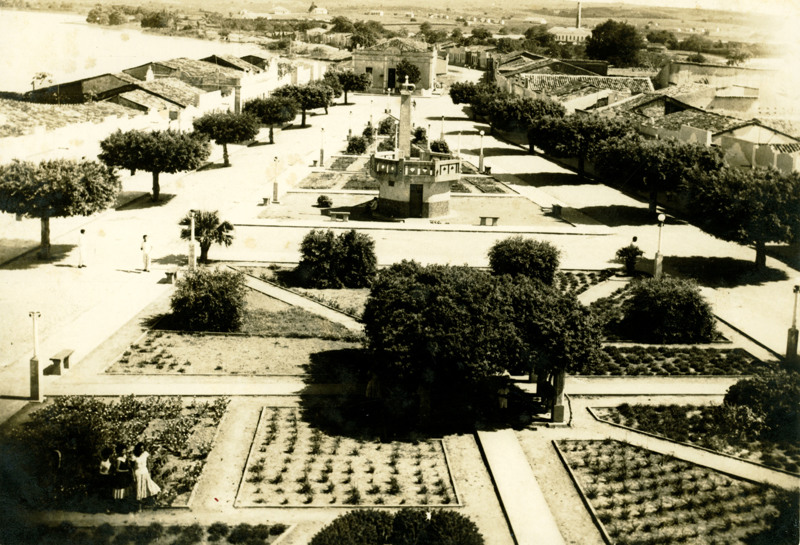
Foto antiga da cidade de Porto Real do Colégio

De um modo geral, o povoamento de Porto Real do Colégio foi resultado da fusão de três etnias, os portugueses; o negro e dos povos originários. Não foi uma fusão pacífica ou harmoniosa.  
A Povoação do Colégio foi uma das mais antigas missões dos Jesuítas já existentes no período em que se estendeu, que foi de 1549 a 1759 (210 anos), tendo como Matriz uma Capela que foi dos denominados Jesuítas, edificada no ano de 1578. O nome verdadeiro deveria ser Colégio do Porto Real, pois o povoamento se originou do Colégio dos jesuítas que tinha o nome de “Real”. Há mesmo documentos onde lhe é dada aquela denominação, como é o caso de Lei Nº 702, de 19 de maio de 1875, onde o vice-presidente da província das Alagoas, bacharel Felipe de Melo Vasconcelos, no artigo 1.º  da citada Lei, diz, “fica criada a freguesia de São Brás desmembrada do Colégio do Porto Real…”
Em 1950 foi inaugurada a estação ferroviária de Porto Real do Colégio, também chamada simplesmente de Colégio, era o ponto final do ramal de Palmeira dos Índios, pois ali o rio São Francisco, sem ponte ferroviária até 1972, obrigava a tomada de balsas (estas, a partir de 1963) e desde 1967, ferry-boats, pelos passageiros e cargas para continuar até Sergipe, Salvador, e o sul do País. Finalmente, nesse ano, a ponte chegou e os trens da RFFSA puderam fazer a ligação pela linha diretamente. 

Inauguração da ponte rodoferroviária sobre o rio São Francisco ligando Propriá (SE) e Porto Real do Colégio (AL), 1972. Arquivo Nacional.

Com a ponte, a RFFSA transferiu seu terminal para a cidade sergipana de Propriá; o hotel de Colégio, construído pela ferrovia, fechou, pois os carros, com a ponte, passaram a seguir direto para Propriá, o que levou ao fechamento da estação ferroviária de Colégio. 
Em 1978 os Kariri-Xokó depois de séculos conseguiram reaver uma pequena parte de suas terras ancestrais, as quais estavam em grande parte sob a administração da Companhia de Desenvolvimento dos Vales do São Francisco e Parnaíba (CODEVASF), nesse ano reivindicam a posse imemorial destas terras. A FUNAI auxilia aos poucos a construção das casas na nova aldeia. Assim, os índios foram abandonando o que era denominado "Rua dos Índios" no centro do município, onde viviam marginalizados e isolados junto aos não-índios. Em 1991 finamente desde a chegada dos portugueses invasores tiveram este pequeno território demarcado permanentemente. 

## Geografia

### Aspectos geoclimáticos
- Área total: 235,85 km²[1]
- Densidade demográfica: 85,15 hab/km²[1]
- Altitude: 10 m
- Distância da capital: 172,2 km
- Ano de criação: 1876
- Micro-região: Penedo
- Meso-região: Leste Alagoano
- Clima: Tropical semiárido
- Temperatura:
  - Máxima - 35º
  - Mínima - 23º
- Coordenadas:
  - Latitude - 10º 11 09
  - Longitude - 36º 50 24

A cidade de Porto Real do Colégio é notavelmente marcada pela presença imponente do rio São Francisco, que serpenteia a região no sentido norte-sul, estabelecendo a fronteira com o Estado de Sergipe. Propriá destaca-se como cidade fronteiriça. O rio Boacica, cruzando a localidade no sentido leste-oeste, desagua no São Francisco, delineando a divisa com Igreja Nova. O rio Itiuba, percorrendo uma extensão de 18 quilômetros, é um relevante afluente da margem esquerda do São Francisco. Além disso, riachos como Sampaio, da Areia, Cambão e Taquara, assim como lagoas como Grande, da Porta, Cangote, Tapera, Caldeirão e Carnaibas, e a imponente Serra da Maraba, que serve como limite com Olho d´Água Grande, contribuem para a rica geografia da região.

### Aspectos gerais
Município - Apresenta área de 235,85 km² e limita-se com os municípios de Feira Grande São Sebastião, Igreja Nova, São Brás, Olho d'Água Grande, Campo Grande e rio São Francisco. Apresenta as povoações de Barra de Itiúba, Tapera de Itiúba, Girau de Itiúba, Maraba, Marabinha, Canoa de Baixo, Canoa de Cima, Carnaíbas, Salomezinho, Tucuns, Boqueirão, Entrada, Retiro, Pau da Faceira, Gila, Ribeirinha, Castro, Sobrado, entre outros.
Em 1890 haviam 7.497 habitantes, no ano de 1996 cerca de 17.557 habitantes, alcançando no censo do ano 2022 um total de 20.082 habitantes, o que coloca o município na 39º posição entre os 102 municípios do Estado.
A principal bacia hidrográfica que corta o município é o rio Itiúba, que deságua no rio São Francisco. Junto a este, entre as inúmeras lagoas que possibilitam o plantio do arroz estão: Mucambo, Caldeirão, Prata, Cangote, Saldanha, Porto e Enxada. Esta bacia marca as mudanças da Zona do Agreste para a Zona da Mata e o Baixo São Francisco. O seu bioma é identificado como pertencente a Caatinga e Mata Atlântica. Seu vale se mostra bastante úmido, mas com os desmatamentos modificou o quadro climático e a paisagem natural. Seu relevo está esculpido nos tabuleiros por erosão das chuvas. Alguns povoados ficam à sua margem: Girau, Angico, Itiúba. Às margens do São Francisco, suas formas meandrícas indicam sua quase horizontalidade na declividade e muitas ilhas.

### Acesso
Porto Real do Colégio dista da cidade de Maceió 172,2 km. Tem como principais acessos a rodovia BR 101 e a ponte que liga ao estado de Sergipe. O transporte mais utilizado é o rodoviário. No entanto, a via fluvial ainda é utilizada para Penedo e várias cidades ribeirinhas. A rede ferroviária transnordestina também passa pelo município.
O aeroporto regional mais próximo é o Aeroporto Regional da cidade de Arapiraca - AL, SNAL/APQ, distante cerca de 70 km do município, já um aeroporto de grande porte mais próximo é o aeroporto internacional de Aracajú SE, distante aproximadamente 100 km.  
A cidade está situada à margem esquerda do rio São Francisco, em frente à cidade de Propriá, importante centro comercial sergipano.

## Povo Kariri-Xocó
Com origem em variantes de outros povos, os Kariri-Xocó fixaram-se no município de Porto Real de Colégio, e contam com uma população de mais de 2 mil pessoas, organizados em 360 famílias. Fazem parte da grande nação Kariri – Confederação Kariri – que ocupava a região onde estão atualmente localizados os estados nordestinos da Bahia ao Ceará. Na margem do Rio São Francisco, estes povos mantiveram o ritual indígena em estreita ligação com o povo Fulni-ô, município de Águas Belas, Estado de Pernambuco. Ainda hoje, mesmo encurralados pela cidade, preservam os costumes religiosos, que são praticados nos finais de semana e durante quinze dias do mês de janeiro de cada ano. Nesses períodos todos se voltam para o Ouricuri – lugar sagrado. 
A denominação Kariri-Xocó foi adotada como conseqüência da fusão ocorrida há cerca de 100 anos entre os Kariri de Porto Real de Colégio e parte dos Xocó da ilha fluvial sergipana de São Pedro. Estes, quando foram extintas as aldeias indígenas pela política fundiária do Império, tiveram suas terras aforadas e invadidas, indo buscar refúgio junto aos Kariri da outra margem do rio. A denominação Kariri-Xocó para se referir ao grupo, identificar a aldeia bem como o posto indígena é, porém, recente, posterior à criação da FUNAI. Em novembro de 1978 houve a retomada da Fazenda Modelo ou Sementeira, então administrada pela Companhia de Desenvolvimento do Vale do São Francisco (CODEVASF) e por eles considerada parte de seu território ancestral. Esta conquista estimulou uma política de reformulação positiva de sua identidade, quer como "índio" (genérico), quer como Kariri-Xocó. 

## Economia
A agricultura de subsistência consiste na produção de arroz, milho, feijão, mandioca e uma pequena produção de cana-de-açúcar, além de fumo. A pecuária consiste em gado, ovinos, suínos, caprinos. A pesca mesmo em redução ainda é explorada economicamente. Há também a produção artesanal de cerâmicas  (potes e panelas), artesanato realizada pelos índios Kariri-xokó que vivem na Colônia Agrícola da União e na Fazenda Modelo.
Com ruas largas e pitorescas, tem comércio diversificado e feiras típicas da região.

## Turismo

### Patrimônio histórico e artístico
- Igreja Matriz de Nossa Senhora da Conceição - não se sabe ao certo o século da fundação. De valor artístico e histórico, as imagens de Nossa Senhora da Conceição (padroeira), Jesus Crucificado, Santo Antônio, São José e São Vicente estão nos principais altares do interior do templo.
- Conjunto arquitetônico da praça Rosita de Góes Monteiro - onde estão situadas a Cadeia Pública, Casa Paroquial, Prefeitura e outros casarões em estilo colonial, alguns se transformando em ruínas.
- Conjunto arquitetônico da antiga Rede Ferroviária - formado pela estação e armazéns.
- Coreto - da praça Rosita de Góes Monteiro.

### Potencialidades turísticas
Porto Real do Colégio tem no rio São Francisco o seu maior potencial para o desenvolvimento do turismo. Os passeios de canoas à vela ou motor, as praias formadas pelas coroas da areia no leito do rio são uma opção de lazer e descanso acessível durante todo o ano graças ao agradável clima da região. A cidade conta com agradáveis pousadas junto ao rio com paisagens deslumbrantes.

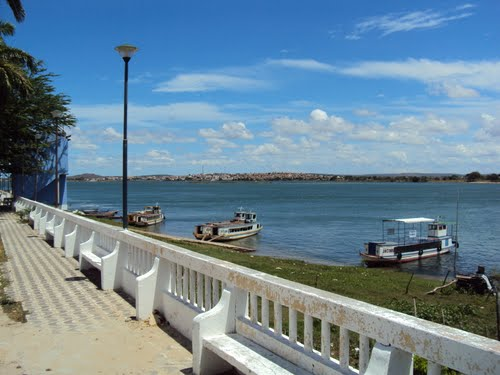
Vista do Rio São Francisco a partir da orla do município

As festas religiosas, juninas e indígenas são oportunidades para se conhecer as manifestações culturais do interior do nordeste brasileiro, com o diferencial das ricas tradições de uma cidade centenária e a culinária típica feita por uma comunidade hospitaleira e simpática justificam a oportunidade de se conhecer este pedaço de paraíso nao muito distante dos principais pontos turísticos de Alagoas.  
A visita à aldeia Kariri-Xocó, onde os índios com sua música e danças tradicionais, como o Toré,  desenvolvem o artesanato em barro, coco, madeira e ossos são uma interessante alternativa para quem visita o município.

## Cultura

### Artesanato
- Madeira - artesanato indígena da aldeia Kariri-Xocó (cachimbos peças decorativas e enfeites);
- Coco/Semente/Osso - peças decorativas, enfeites e adornos (indígena);
- Linhas/Bordados/Tecidos - redendê, ponto de cruz e crochê;
- Palha - peneiras, vassouras, espanadores;
- Cipó - balaio, cestos, armadilhas de pesca;
- Barro - cerâmica indígena pintada com "Tauá" (espécie de calcário utilizado nas pinturas de potes, moringas, pratos e panelas).

### Artes plásticas
Antônio Jorge Maia (pintor, escultor, professor e arquiteto, já falecido)
Antônio Januário (escultor e pintor, autor da bandeira do município, já falecido).
Múcio Niemayer Feitosa, artista plástico, músico, professor de história e arte educador. Inicialmente prevaleceu o estilo clássico, mas após experimentações passou a executar pinturas impressionistas, produz também pinturas surrealistas, abstratas e com traços cubistas. 
Orlando Santos (trabalha com óleo sobre tela, tem no Cubismo sua maior característica, reside atualmente em Maceió)
Rôndone Ferreira Santos, artista plástico brasileiro natural de Porto Real do Colégio, catalogado no sistema Júlio Louzada de Artes Plásticas Brasil, filiado ao SINAP-ESP AIAP/UNESCO, trabalhou com índios, principalmente da tribo CANAMARI, suas peças são sempre muito abertas ao meio ambiente amazônico. Possui obras em acervos de diversos países. Entre seus trabalhos de pintura a óleo destacam-se: "eu vou passar por você", "o prato", "balé da vida" entre outros,  @ateliê.rondone.

### Folclore
Folguedos e danças - Danças indígenas, coco e quadrilhas juninas.
Os índios Kariris comemoram com festas as datas de 25 de janeiro e 23 de junho, dançando o "Toré" e cantado pelas ruas da cidade. Na tradição da dança do Toré existem duas modalidades. O chamado toré "de roupa" é uma simples forma de folguedo, que pode ser dançado em qualquer festa, com roupas comuns. O toré mais ritualizado, o "de búzios" (espécie de trombeta) "faz parte do segredo, mas não é o segredo". Quando dançado, evoca o segredo do Ouricuri. 
O Ouricuri em Colégio são festividades que duram aproximadamente 15 dias, nos meses de janeiro-fevereiro, é um complexo ritual e também designa o local onde o evento se realiza. A fartura faz parte da festa e para lá é levado sob a forma de alimentos, tudo o que se consegue acumular durante o ano. Na mata cerrada há uma clareira, o "limpo", onde ocorre o ritual. Em volta do "limpo" há construções de tijolo para alojar as pessoas durante sua permanência. É uma outra aldeia, a taba, construída para fins religiosos. 

### Literatura
Idiane Crudzá (Idiane Cruz da Silva), natural de Porto Real do Colégio, indígena do povo Kariri-Xocó, é escritora e educadora sociocultural, Dubo-heri que significa “mestra” na língua Dzubukuá-kariri-kipea junto a Escola Espaço Subatekerá Nunú. Trabalha voluntariamente para revitalização linguística da língua Dzubukuá - Kariri -Kipea dos Kariri-Xocó. Entre seus trabalhos destacam-se o livro publicado junto à coleção Narrativas indígenas, cultura brasileira e suas histórias, distribuído pela editora Parimpar, "Matykáta e a Jurema Sagrada", com versões em português, Kariri-Xocó e Inglês. O livro "Marany e sua Jornada na Terra e outros Contos" e dois volumes do material didático da língua Kariri-Xocó, em sua segunda edição, denominado "Subatekerá Dzidé Ayby Arãkié Yndiany Nayly".
Ronaldo Pereira de Lima (Ron Perlim) natural de Porto Real do Colégio, é professor, escritor e blogueiro. Editou, em 2003, o panfleto Porto Literário, em versão impressa e on-line, colaborou com o jornal on-line Tribuna da Praia de Pirambu, SE e da Revista Obvious. É blogueiro da Aplacc (Academia Penedense de Letras, Artes, Cultura e Ciências). 
Autor dos livros Às margens do rio rei (aspectos históricos, geográficos e culturais do município); Agonia Urbana (livro de prosa poética lançado na IX Bienal Internacional do Livro da Bahia em 2009); Porto Real do Colégio: Sociedade e Cultura; Porto Real do Colégio: História e Geografia; Laura (Prêmio Alina Paim em 2010) Co-autor e organizador de A Minicoletânea de Escritores Colegienses (prosa e poesia), O lugar da poesia e da prosa e Ritmo Vital (antologias), O povo das águas, Foi Só um Olhar, Viu o home?. Mantém os blogues: www.ronperlim.com.br e www.urubumirim.blogspot.com. Para saber mais acesse o site Oficial do Escritor Ron Perlim.

### Música
O tradicional Coral da Igreja, atualmente com 8 componentes, os quais além de se apresentarem nas missas participam das festas religiosas.
Toré, é uma manifestação musical coletiva expressa através de um conjunto de cantos e danças indígenas  que narram acontecimentos históricos, culturais, apresentando em forma de arte os fenômenos naturais do universo tribal Kariri-Xocó. O canto conectado com a dança, harmonizado no espírito coletivo, praticado na energia nativa, derrama o suor no chão; os movimentos dos braços trazem a chuva refrescante do Inverno. O instrumento musical maracá é tocado de acordo com os batimentos cardíacos do coração, respeitando e seguindo o ritmo da vida. Quem traz o maracá na mão, está com o Planeta Terra em miniatura, simbolizada no coité. Um documentário sobre esta expressão musical foi filmado e realizado no município de Porto Real Colégio junto a aldeia desta comunidade e está disponível junto à Internet, denominado, "Toré Som Sagrado" que também narra a história do município por membros da comunidade. 
Múcio Niemayer Feitosa, Suas composições enfatizam mensagens sociais, romantismo e valorização da sua terra e cultura local. Até o momento compôs oito músicas (MPB) com autoria registrada, são elas: Menino rei, Opara, Uma das Respostas, Querer-se, Graciosa, Desabrochar, Dádiva e Porto Real do Colégio. Duas composições religiosas: Maria Imaculada Conceição e Peregrino Roque Santo. Quatro participações nas composições (MPB) do amigo Wendel Motta, em: Canto do Desalento, Caminhos, 5`s brasilis e Estação.
Há também um cenário de bandas de Rock que passaram pela cidade, como: Frahme, MHS, Warzone, Novi, Triviality, Stønn, que geraram jovens talentos como:
Michael Kevin (M. K.), músico local, integrou as bandas de rock Pretorian, Cólica e MHS.
Roniel D. Teipó, músico e compositor, é guitarrista e fundador da banda de Rock Alternativo "Frahme", One-Man Band em seu projeto de Death Metal Carcaça BC. Estuda música desde os 5 anos de idade, tocando por mais de 10 anos na Filarmônica 7 de Julho. Hoje, como multi-instrumentista, toca clarinete, flauta doce, guitarra, violão, baixo, bateria, teclado, cajon.
Frahme, banda de Rock Alternativo fundada em 2016 e formada por Duda Bittencourt, Roniel D Teipó, Michael Kevin e Alisson Luciano. Lançou em 2021 seu primeiro trabalho oficial; o Single Dolce Far Niente. 

### Crenças populares
Dona Marieta, já falecida, da aldeia Kariri-Xocó, recebia um grande número de pessoas da cidade e povoados vizinhos para os "trabalhos de curas".

### Lendas
A lenda mais conhecida é a do "Nego d'Água", que assusta os pescadores com o objetivo de proteger os peixes do rio.

### Religião/cultos
Predomina o catolicismo, com a realização de missas, novenas, terços, procissões e festas religiosas. Os cultos evangélicos e afro-brasileiros fazem parte da religiosidade da população.

### Festas populares
- Carnaval - (calendário oficial brasileiro);
- Festas juninas - São as mais animadas do município, com apresentação de quadrilhas e outros folguedos da época, realização do Forró Real, já tradicional no município, com quatro noites de forró.
- Festa da Paixão de Cristo - com a realização de 3 procissões, inicia na quarta-feira e termina no Sábado de Aleluia.

### Gastronomia
- Comidas Típicas - Peixada; Buchada de bode feitas por Dona Adalgisa e Nóia, famosas cozinheiras da cidade.
- Outras - Tapioca, pé de nego, arroz doce, mungunzá, bolos e doces.

As pessoas mais conhecidas da cidade na confecção de bolos e doces são: Dona Hilda, Seu Osório e Dona Julieta, que vendem seus produtos na feira livre e durante a semana, de porta em porta.

### Datas comemorativas
- 7 de Julho - Emancipação política do município;
- 16 de Agosto - Dia do Glorioso São Roque (co-padroeiro);
- 16 de Setembro - Emancipação política do estado de Alagoas;
- 8 de Dezembro - Dia de Nossa Senhora da Conceição (padroeira).

## Cidadãos ilustres
- Dr. Antônio Bernardes - falecido em Belém do Pará no ano de 1909. Era bacharel e professor de extremo talento.
- Boaventura Vieira Dantas - nascido em Porto Real do Colégio em 14 de julho de 1896 e faleceu em 4 de novembro de 1964 em Propriá (SE). Filho de Salustiano Vieira Dantas e Maria da Conceição Vieira Dantas. Escritor e comerciante de secos e molhados, fez parte da administração municipal como membro do Conselho Municipal, na década de 1930. Foi prefeito e vereador de Porto Real do Colégio, na década de 1940. Atuou como correspondente da Gazeta de Alagoas nesse mesmo município. Membro da Associação Sergipana de Imprensa e do Núcleo Jornalístico de Propriá - SE. Obra: Palmeira - Colégio, apresentação de Costa Nunes, Maceió: Imprensa Oficial, 1953 (uma série de artigos, escritos entre 1937 e 1950, sobre a luta intelectual pela ligação ferroviária entre Palmeira dos Índios e Porto Real do Colégio).
- Dr. Olimpio Vieira Dantas - professor, advogado e magistrado. Faleceu no estado do Pará em 1927.
- Teófanes Brandão - professor do Colégio Pedro II, no Rio de Janeiro. Poeta, dentre suas obras destaca o poema Trevas e Sóis. Faleceu na velha e histórica cidade de Penedo no ano de 1954.
- Dr. José Cruz de Oliveira - intelectual ,magistrado, nascido em 3 de maio de 1879 e falecido em 1955.
- Dr. Ernani de Figueiredo Magalhães - brilhante advogado.
- Bispo D. Hildebrando Mendes Costa - foi diretor e professor de várias escolas. Cursou teologia e filosofia.
- Frederico Otto Kummer - reconhecido médico, farmacéutico e vereador local, nascido em Pernambuco, humildemente conhecido como "Seu Otta" ou "Seu Otto", dedicou metade dos seus 85 anos ao povo da comunidade, cuidando de todos por trás do balcão de sua Farmácia Osvaldo Cruz, sendo o único médico local. Em sua homenagem foi dado o seu nome à uma praça da cidade. Faleceu no final dos anos 80 em Colégio, sem assistência médica. Sua história, vida e ações estão narradas no livro de autoria do alagoano: KUMMER, Felipe. Lá não existem flores! Busca hereditária de Frederico Otto Kummer.Florianópolis: Bookess Editora, 2012
- Dídimo Otto Kummer - filho de "Seu Otta", seguiu os passos de seu pai, sendo um dos maiores dermatologistas do estado e membro da Sociedade Brasileira de Médicos Escritores. Nasceu em 7 de fevereiro de 1947. Autor de vários livros, entre eles, Pequeno Dicionário Graciliânico e Vitiligo - Dentro e Fora da Pele, que recebeu aceitação a nível nacional. Faleceu na cidade de Maceió em 18 de setembro de 2005.
- João Bibi dos Santos, nome artístico: João do Pife, músico instrumentista, gênero: forró, musica regional, lançou vários discos em vinil, LPs, pela gravadora CBS, mesma gravadora de Roberto Carlos. Tocando com grandes nomes da música popular brasileira como: Luiz Gonzaga, Gilberto Gil e tantos outros da música nordestina. Nasceu em 01 de julho de 1932 em Porto Real do Colégio e faleceu em Maceió no dia 6 de fevereiro de 2009.

## Prefeitos
Prefeitos:
Intendentes
- Manoel dos Santos Marinho (1891);

- Antônio José de Lima (1895);
- Erpídio Viturino (1905);
- Firmo Ferreira de Castro(1913-1914);
- Joaquim Ferreira Barbosa(1915);
- Ignácio Albino de Figueiredo(1923-1924);
- Jaime Vanderlei(1925-1926);

Prefeitos
- Joaquim Ferreira Barbosa (1931);
- Serapião Rodrigues de Macedo (1933-1934);
- Luiz Mendonça (1934);
- José Freire da Cruz (1934);
- José Vieira Dantas (1934-1940);
- José Resende (1940);
- Boaventura Vieira Dantas;
- Ademário Vieira Dantas (1947-1951);
- Eulálio Alexandre Costa (1951-1955);
- Ademário Vieira Dantas (1956-1961);
- Edmundo Tojal Donato (1961-1966);
- Edson Mendes Costa (1970-1973);
- Francisco de Assis Silva (1973-1977);
- João da Rocha Cruz (1977-1982);
- Francisco de Assis Silva (1982-1988);
- José Reis do Nascimento (1988-1992);
- Edinaldo Farias dos Santos (1992-1996);
- José Reis do Nascimento (1996-2000);
- Eval de Oliveira(2000);
- Eraldo Cavalcante Silva (2001-2004);
- Eraldo Cavalcante Silva (2005-2008);
- José Reis do Nascimento (2008);
- Maria Rita Bomfim Evangelista (2009-2012);
- Sérgio Reis Santos (2013- 2016);
- Aldo Enio Borges (2017-2020);
- Aldo Enio Borges (2021-2024);
- Higor José Santos Freitas (2025-2028).